# Cairo Montenotte
Cairo Montenotte  (en ligur Càiro o Câiru ; en piemontès Cäiri) és un comune italià, situat a la regió de la Ligúria i a la província de Savona. El 2015 tenia 13.269 habitants.
Per nombre d'habitants és la quarta comuna de la província, i la més poblada sense sortida al mar. És el principal centre de la vall Bormida, una àrea urbana de prop de 40.000 habitants. Per extensió és el segon més gran de la província i cinquè de la Ligúria

## Geografia
Té una superfície de 100,4 km² i les frazioni de Bellini, Bragno, Carnovale, Carretto, Chinelli, Ferrania, Montenotte Inferiore, Montenotte Superiore, Monti, Rocchetta di Cairo, San Giuseppe di Cairo i Ville. Limita amb Albisola Superiore, Altare, Carcare, Cengio, Cosseria, Dego, Giusvalla, Gottasecca, Pontinvrea, Saliceto i Savona.

## Evolució demogràfica
| Gràfica d'evolució de Cairo Montenotte entre 1861 i 2011 |
|                                                          |
| Font: ISTAT                                              |